# Campionati del mondo di atletica leggera 2022
I campionati del mondo di atletica leggera 2022 sono stati la 18ª edizione dei campionati del mondo di atletica leggera e si sono svolti a Eugene (Oregon) negli Stati Uniti d'America, dal 15 al 24 luglio 2022.
La competizione si sarebbe dovuta svolgere dal 6 al 15 agosto 2021, ma è slittata come conseguenza del rinvio dei Giochi olimpici di Tokyo 2020 a causa della pandemia di COVID-19. Ha fatto il suo esordio in questa edizione dei campionati la marcia 35 km (sia maschile che femminile), che ha sostituito la marcia 50 km. Per la prima volta, è anche introdotto il trofeo a squadre in cui si premiano le prime tre federazioni con più punti (gli 8 finalisti di ogni evento ottengono punti per la propria squadra). Gli Stati Uniti hanno vinto questo titolo di Campione del mondo a squadre, così come il secondo maggior numero di titoli mondiali in una sola edizione (13) e il maggior numero di medaglie (33).

## Stadio
Le gare sono disputate all'Hayward Field, che è stato completamente rinnovato a partire dal 2018 e inaugurato nel 2021. Il rivestimento della pista è della Beynon Sports.
Le prove di marcia si effettuano su un circuito di 1 km sul Martin Luther King Jr. Boulevard, vicino all'Autzen Stadium, da dove partono anche le maratone che percorrono anche il Pre's Trail fino a Springfield, la città vicina.

## Partecipazione[7]

### Periodo di qualificazione
I minimi di partecipazione sono fissati dalla World Athletics. Per tutte le specialità il periodo di qualificazione entro il quale le prestazioni degli atleti vengono considerate valide per la partecipazione al campionato va dal 28 giugno 2021 alla mezzanotte del 26 giugno 2022, con l'eccezione delle gare di 10 000 metri, marcia 20 km, staffette e prove multiple, per le quali il periodo va dal 27 dicembre 2020 alla mezzanotte del 26 giugno 2022 e per le gare di maratona e marcia 35 km, per le quali il periodo va dal 30 novembre 2020 alla mezzanotte del 29 maggio 2022.

### Validità della prestazione
Sono valide solo le prestazioni ottenute in gare ufficiali della World Athletics o delle federazioni continentali o nazionali. Non vengono accettate le prestazioni ottenute durante una gara mista (uomini e donne insieme) e quelle influenzate dal vento. Per le gare di lunghezza pari o inferiore agli 800 metri non vengono accettati i tempi manuali. Sono invece accettate le prestazioni ottenute durante gare indoor.

### Minimi di qualificazione
Gli atleti si possono qualificare ottenendo il minimo di qualificazione, attraverso la Wild Card oppure in base al posizionamento nelle classifiche mondiali del 2022.
| Specialità              | Uomini                                                 | Donne                                                  | Numero di atleti |
| ----------------------- | ------------------------------------------------------ | ------------------------------------------------------ | ---------------- |
| 100 m piani             | 10"05                                                  | 11"15                                                  | 48               |
| 200 m piani             | 20"24                                                  | 22"80                                                  | 56               |
| 400 m piani             | 44"90                                                  | 51"35                                                  | 48               |
| 800 m piani             | 1'45"20                                                | 1'59"50                                                | 48               |
| 1 500 m piani           | 3'35"00                                                | 4'04"20                                                | 45               |
| 5 000 m piani           | 13'13"50                                               | 15'10"00                                               | 42               |
| 10 000 m piani          | 27'28"00                                               | 31'25"00                                               | 27               |
| 100 m ostacoli          | –                                                      | 12"84                                                  | 40               |
| 110 m ostacoli          | 13"32                                                  | –                                                      | 40               |
| 400 m ostacoli          | 48"90                                                  | 55"40                                                  | 40               |
| 3 000 m siepi           | 8'22"00                                                | 9'30"00                                                | 45               |
| Maratona                | 2h11'30"                                               | 2h29'30"                                               | 100              |
| Marcia 20 km            | 1h21'00"                                               | 1h31'00"                                               | 60               |
| Marcia 35 km (50 km)    | 2h33'00" (3h50'00")                                    | 2h54'00" (4h25'00")                                    | 60               |
| Salto in alto           | 2,33 m                                                 | 1,96 m                                                 | 32               |
| Salto con l'asta        | 5,80 m                                                 | 4,70 m                                                 | 32               |
| Salto in lungo          | 8,22 m                                                 | 6,82 m                                                 | 32               |
| Salto triplo            | 17,14 m                                                | 14,32 m                                                | 32               |
| Getto del peso          | 21,10 m                                                | 18,50 m                                                | 32               |
| Lancio del disco        | 66,00 m                                                | 63,50 m                                                | 32               |
| Lancio del martello     | 77,50 m                                                | 72,50 m                                                | 32               |
| Lancio del giavellotto  | 85,00 m                                                | 64,00 m                                                | 32               |
| Decathlon               | 8350 p.                                                | –                                                      | 24               |
| Eptathlon               | –                                                      | 6420 p.                                                | 24               |
| Staffetta 4×100 m       | Top 10 alle World Relays 2021 + 6 dalle Top Lists 2022 | Top 10 alle World Relays 2021 + 6 dalle Top Lists 2022 | 16               |
| Staffetta 4×400 m       | Top 10 alle World Relays 2021 + 6 dalle Top Lists 2022 | Top 10 alle World Relays 2021 + 6 dalle Top Lists 2022 | 16               |
| Staffetta 4×400 m mista | Top 12 alle World Relays 2021 + 4 dalle Top Lists 2022 | Top 12 alle World Relays 2021 + 4 dalle Top Lists 2022 | 16               |

La Wild Card permette di partecipare agli atleti che, anche se non hanno ottenuto il minimo di partecipazione richiesto, hanno conquistato il titolo di:
- Campione mondiale nel 2019
- Vincitore della Diamond League 2021
- Vincitore dei campionati continentali
- Vincitore del Continental Tour 2021 nel lancio del martello
- Vincitore del Race Walk Challenge 2021
- Vincitore del Combined Events Tour 2021

## Calendario[9][10]
| Data                   | 15 | 15 | 16 | 16   | 17 | 17   | 18 | 18 | 19 | 19 | 20 | 20 | 21 | 21 | 22 | 22 | 23 | 23 | 24 | 24 |
| Evento                 |    |    |    |      |    |      |    |    |    |    |    |    |    |    |    |    |    |    |    |    |
| ---------------------- | -- | -- | -- | ---- | -- | ---- | -- | -- | -- | -- | -- | -- | -- | -- | -- | -- | -- | -- | -- | -- |
| 100 m                  | P  | B  |    | SF F |    |      |    |    |    |    |    |    |    |    |    |    |    |    |    |    |
| 200 m                  |    |    |    |      |    |      |    | B  |    | SF |    |    |    | F  |    |    |    |    |    |    |
| 400 m                  |    |    |    |      | B  |      |    |    |    |    |    | SF |    |    |    | F  |    |    |    |    |
| 800 m                  |    |    |    |      |    |      |    |    |    |    |    | B  |    | SF |    |    |    | F  |    |    |
| 1 500 m                |    |    |    | B    |    | SF   |    |    |    | F  |    |    |    |    |    |    |    |    |    |    |
| 5 000 m                |    |    |    |      |    |      |    |    |    |    |    |    |    | B  |    |    |    |    |    | F  |
| 10 000 m               |    |    |    |      | F  |      |    |    |    |    |    |    |    |    |    |    |    |    |    |    |
| Maratona               |    |    |    |      | F  |      |    |    |    |    |    |    |    |    |    |    |    |    |    |    |
| 110 m hs               |    |    | B  |      |    | SF F |    |    |    |    |    |    |    |    |    |    |    |    |    |    |
| 400 m hs               |    |    | B  |      |    | SF   |    |    |    | F  |    |    |    |    |    |    |    |    |    |    |
| 3 000 m siepi          |    | B  |    |      |    |      |    | F  |    |    |    |    |    |    |    |    |    |    |    |    |
| Decathlon              |    |    |    |      |    |      |    |    |    |    |    |    |    |    |    |    | F  | F  | F  | F  |
| Salto in alto          | Q  |    |    |      |    |      |    | F  |    |    |    |    |    |    |    |    |    |    |    |    |
| Salto con l'asta       |    |    |    |      |    |      |    |    |    |    |    |    |    |    |    | Q  |    |    |    | F  |
| Salto in lungo         |    | Q  |    | F    |    |      |    |    |    |    |    |    |    |    |    |    |    |    |    |    |
| Salto triplo           |    |    |    |      |    |      |    |    |    |    |    |    |    | Q  |    |    |    | F  |    |    |
| Getto del peso         |    | Q  |    |      |    | F    |    |    |    |    |    |    |    |    |    |    |    |    |    |    |
| Lancio del disco       |    |    |    |      |    | Q    |    |    |    | F  |    |    |    |    |    |    |    |    |    |    |
| Lancio del martello    | Q  |    | F  |      |    |      |    |    |    |    |    |    |    |    |    |    |    |    |    |    |
| Lancio del giavellotto |    |    |    |      |    |      |    |    |    |    |    |    |    | Q  |    |    |    | F  |    |    |
| Marcia 20 km           |    | F  |    |      |    |      |    |    |    |    |    |    |    |    |    |    |    |    |    |    |
| Marcia 35 km           |    |    |    |      |    |      |    |    |    |    |    |    |    |    |    |    |    |    | F  |    |
| 4×100 m                |    |    |    |      |    |      |    |    |    |    |    |    |    |    |    | B  |    | F  |    |    |
| 4×400 m                |    |    |    |      |    |      |    |    |    |    |    |    |    |    |    |    |    | B  |    | F  |

| P | Batterie preliminari | B | Batterie | Q | Qualificazioni | SF | Semifinali | F | Finale |

| Data                   | 15 | 15 | 16 | 16 | 17 | 17   | 18 | 18 | 19 | 19 | 20 | 20 | 21 | 21 | 22 | 22 | 23 | 23 | 24 | 24   |
| Evento                 |    |    |    |    |    |      |    |    |    |    |    |    |    |    |    |    |    |    |    |      |
| ---------------------- | -- | -- | -- | -- | -- | ---- | -- | -- | -- | -- | -- | -- | -- | -- | -- | -- | -- | -- | -- | ---- |
| 100 m                  |    |    |    | B  |    | SF F |    |    |    |    |    |    |    |    |    |    |    |    |    |      |
| 200 m                  |    |    |    |    |    |      |    | B  |    | SF |    |    |    | F  |    |    |    |    |    |      |
| 400 m                  |    |    |    |    | B  |      |    |    |    |    |    | SF |    |    |    | F  |    |    |    |      |
| 800 m                  |    |    |    |    |    |      |    |    |    |    |    |    |    | B  |    | SF |    |    |    | F    |
| 1 500 m                |    | B  |    | SF |    |      |    | F  |    |    |    |    |    |    |    |    |    |    |    |      |
| 5 000 m                |    |    |    |    |    |      |    |    |    |    |    | B  |    |    |    |    |    | F  |    |      |
| 10 000 m               |    |    | F  |    |    |      |    |    |    |    |    |    |    |    |    |    |    |    |    |      |
| Maratona               |    |    |    |    |    |      | F  |    |    |    |    |    |    |    |    |    |    |    |    |      |
| 100 m hs               |    |    |    |    |    |      |    |    |    |    |    |    |    |    |    |    | B  |    |    | SF F |
| 400 m hs               |    |    |    |    |    |      |    |    |    | B  |    | SF |    |    |    | F  |    |    |    |      |
| 3 000 m siepi          |    |    | B  |    |    |      |    |    |    |    |    | F  |    |    |    |    |    |    |    |      |
| Eptathlon              |    |    |    |    | F  | F    | F  | F  |    |    |    |    |    |    |    |    |    |    |    |      |
| Salto in alto          |    |    | Q  |    |    |      |    |    |    | F  |    |    |    |    |    |    |    |    |    |      |
| Salto con l'asta       |    | Q  |    |    |    | F    |    |    |    |    |    |    |    |    |    |    |    |    |    |      |
| Salto in lungo         |    |    |    |    |    |      |    |    |    |    |    |    |    |    |    |    | Q  |    |    | F    |
| Salto triplo           |    |    | Q  |    |    |      |    | F  |    |    |    |    |    |    |    |    |    |    |    |      |
| Getto del peso         |    | Q  |    | F  |    |      |    |    |    |    |    |    |    |    |    |    |    |    |    |      |
| Lancio del disco       |    |    |    |    |    |      |    | Q  |    |    |    | F  |    |    |    |    |    |    |    |      |
| Lancio del martello    | Q  |    |    |    | F  |      |    |    |    |    |    |    |    |    |    |    |    |    |    |      |
| Lancio del giavellotto |    |    |    |    |    |      |    |    |    |    |    | Q  |    |    |    | F  |    |    |    |      |
| Marcia 20 km           | F  |    |    |    |    |      |    |    |    |    |    |    |    |    |    |    |    |    |    |      |
| Marcia 35 km           |    |    |    |    |    |      |    |    |    |    |    |    |    |    | F  |    |    |    |    |      |
| 4×100 m                |    |    |    |    |    |      |    |    |    |    |    |    |    |    |    | B  |    | F  |    |      |
| 4×400 m                |    |    |    |    |    |      |    |    |    |    |    |    |    |    |    |    |    | B  |    | F    |

| P | Batterie preliminari | B | Batterie | Q | Qualificazioni | SF | Semifinali | F | Finale |

| Data    | 15 | 15 | 16 | 16 | 17 | 17 | 18 | 18 | 19 | 19 | 20 | 20 | 21 | 21 | 22 | 22 | 23 | 23 | 24 | 24 |
| Evento  |    |    |    |    |    |    |    |    |    |    |    |    |    |    |    |    |    |    |    |    |
| ------- | -- | -- | -- | -- | -- | -- | -- | -- | -- | -- | -- | -- | -- | -- | -- | -- | -- | -- | -- | -- |
| 4×400 m | B  | F  |    |    |    |    |    |    |    |    |    |    |    |    |    |    |    |    |    |    |

## Medagliati

### Uomini
| Specialità | Oro | Prestazione | Argento                                                                                                 | Prestazione | Bronzo                                                                                        | Prestazione |
| Corse piane | |             | |             |                                                                                               |             |
| 100 m (dettagli) | Fred Kerley                                                                                            | 9"86        | Marvin Bracy                                                                                            | 9"88        | Trayvon Bromell                                                                               | 9"88        |
| 200 m (dettagli) | Noah Lyles                                                                                             | 19"31       | Kenneth Bednarek                                                                                        | 19"77       | Erriyon Knighton                                                                              | 19"80       |
| 400 m (dettagli) | Michael Norman                                                                                         | 44"29       | Kirani James                                                                                            | 44"48       | Matthew Hudson-Smith                                                                          | 44"66       |
| 800 m (dettagli) | Emmanuel Korir                                                                                         | 1'43"71     | Djamel Sedjati                                                                                          | 1'44"14     | Marco Arop                                                                                    | 1'44"28     |
| 1 500 m (dettagli) | Jake Wightman                                                                                          | 3'29"23     | Jakob Ingebrigtsen                                                                                      | 3'29"47     | Mohamed Katir                                                                                 | 3'29"90     |
| 5 000 m (dettagli) | Jakob Ingebrigtsen                                                                                     | 13'09"24    | Jacob Krop                                                                                              | 13'09"98    | Oscar Chelimo                                                                                 | 13'10"20    |
| 10 000 m (dettagli) | Joshua Cheptegei                                                                                       | 27'27"43    | Stanley Mburu                                                                                           | 27'27"90    | Jacob Kiplimo                                                                                 | 27'27"97    |
| Corse a ostacoli | |             | |             |                                                                                               |             |
| 110 hs (dettagli) | Grant Holloway                                                                                         | 13"03       | Trey Cunningham                                                                                         | 13"08       | Asier Martínez                                                                                | 13"17       |
| 400 hs (dettagli) | Alison dos Santos                                                                                      | 46"29       | Rai Benjamin                                                                                            | 46"89       | Trevor Bassitt                                                                                | 47"39       |
| 3 000 siepi (dettagli) | Soufiane el-Bakkali                                                                                    | 8'25"13     | Lamecha Girma                                                                                           | 8'26"01     | Conseslus Kipruto                                                                             | 8'27"92     |
| Prove su strada | |             | |             |                                                                                               |             |
| Maratona (dettagli) | Tamirat Tola                                                                                           | 2h05'36"    | Mosinet Geremew                                                                                         | 2h06'44"    | Bashir Abdi                                                                                   | 2h06'48"    |
| Marcia 20 km (dettagli) | Toshikazu Yamanishi                                                                                    | 1h19'07"    | Kōki Ikeda                                                                                              | 1h19'14"    | Perseus Karlström                                                                             | 1h19'18"    |
| Marcia 35 km (dettagli) | Massimo Stano                                                                                          | 2h23"14'    | Masatora Kawano                                                                                         | 2h23'15"    | Perseus Karlström                                                                             | 2h23'44"    |
| Salti | |             | |             |                                                                                               |             |
| Salto in alto (dettagli) | Mutaz Essa Barshim                                                                                     | 2,37 m      | Woo Sang-hyeok                                                                                          | 2,35 m =    | Andrij Procenko                                                                               | 2,33 m      |
| Salto con l'asta (dettagli) | Armand Duplantis                                                                                       | 6,21 m      | Christopher Nilsen                                                                                      | 5,94 m      | Ernest John Obiena                                                                            | 5,94 m      |
| Salto in lungo (dettagli) | Wang Jianan                                                                                            | 8,36 m      | Miltiadīs Tentoglou                                                                                     | 8,32 m      | Simon Ehammer                                                                                 | 8,16 m      |
| Salto triplo (dettagli) | Pedro Pichardo                                                                                         | 17,95 m     | Hugues Fabrice Zango                                                                                    | 17,55 m     | Zhu Yaming                                                                                    | 17,31 m     |
| Lanci | |             | |             |                                                                                               |             |
| Getto del peso (dettagli) | Ryan Crouser                                                                                           | 22,94 m     | Joe Kovacs                                                                                              | 22,89 m     | Josh Awotunde                                                                                 | 22,29 m     |
| Lancio del disco (dettagli) | Kristjan Čeh                                                                                           | 71,13 m     | Mykolas Alekna                                                                                          | 69,27 m     | Andrius Gudžius                                                                               | 67,55 m     |
| Lancio del martello (dettagli) | Paweł Fajdek                                                                                           | 81,98 m     | Wojciech Nowicki                                                                                        | 81,03 m     | Eivind Henriksen                                                                              | 80,87 m     |
| Lancio del giavellotto (dettagli) | Anderson Peters                                                                                        | 90,54 m     | Neeraj Chopra                                                                                           | 88,13 m     | Jakub Vadlejch                                                                                | 88,09 m     |
| Prove multiple | |             | |             |                                                                                               |             |
| Decathlon (dettagli) | Kévin Mayer                                                                                            | 8816 p.     | Pierce LePage                                                                                           | 8701 p.     | Zachery Ziemek                                                                                | 8676 p.     |
| Staffette | |             | |             |                                                                                               |             |
| Staffetta 4×100 m (dettagli) | Canada Aaron Brown Jerome Blake Brendon Rodney Andre De Grasse                                         | 37"48       | Stati Uniti Christian Coleman Noah Lyles Elijah Hall Marvin Bracy                                       | 37"55       | Gran Bretagna Jona Efoloko Zharnel Hughes Nethaneel Mitchell-Blake Reece Prescod Adam Gemili* | 37"83       |
| Staffetta 4×400 m (dettagli) | Stati Uniti Elija Godwin Michael Norman Bryce Deadmon Champion Allison Vernon Norwood* Trevor Bassitt* | 2'56"17     | Giamaica Akeem Bloomfield Nathon Allen Jevaughn Powell Christopher Taylor Karayme Bartley* Anthony Cox* | 2'58"58     | Belgio Dylan Borlée Julien Watrin Alexander Doom Kevin Borlée Jonathan Sacoor*                | 2'58"72     |
| record mondiale; record mondiale stagionale; record africano; record asiatico; record europeo; record nord-centroamericano e caraibico; record sudamericano; record oceaniano; record dei campionati; record nazionale; record personale; record personale stagionale. | |             | |             |                                                                                               |             |

### Donne
| Specialità | Oro | Prestazione | Argento | Prestazione | Bronzo                                                                                | Prestazione |
| Corse piane | |             | |             |                                                                                       |             |
| 100 m (dettagli) | Shelly-Ann Fraser-Pryce | 10"67 =     | Shericka Jackson | 10"73       | Elaine Thompson-Herah                                                                 | 10"81       |
| 200 m (dettagli) | Shericka Jackson | 21"45       | Shelly-Ann Fraser-Pryce | 21"81       | Dina Asher-Smith                                                                      | 22"02       |
| 400 m (dettagli) | Shaunae Miller-Uibo | 49"11       | Marileidy Paulino | 49"60       | Sada Williams                                                                         | 49"75       |
| 800 m (dettagli) | Athing Mu | 1'56"30     | Keely Hodgkinson | 1'56"38     | Mary Moraa                                                                            | 1'56"38     |
| 1 500 m (dettagli) | Faith Kipyegon | 3'52"96     | Gudaf Tsegay | 3'54"52     | Laura Muir                                                                            | 3'55"28     |
| 5 000 m (dettagli) | Gudaf Tsegay | 14'46"29    | Beatrice Chebet | 14'46"75    | Dawit Seyaum                                                                          | 14'47"36    |
| 10 000 m (dettagli) | Letesenbet Gidey | 30'09"94    | Hellen Obiri | 30'10"02    | Margaret Kipkemboi                                                                    | 30'10"07    |
| Corse a ostacoli | |             | |             |                                                                                       |             |
| 100 hs (dettagli) | Tobi Amusan | 12"06 w     | Britany Anderson | 12"23 w     | Jasmine Camacho-Quinn                                                                 | 12"23 w     |
| 400 hs (dettagli) | Sydney McLaughlin | 50"68       | Femke Bol | 52"27 =     | Dalilah Muhammad                                                                      | 53"13       |
| 3 000 siepi (dettagli) | Norah Jeruto | 8'53"02     | Werkuha Getachew | 8'54"61     | Mekides Abebe                                                                         | 8'56"08     |
| Prove su strada | |             | |             |                                                                                       |             |
| Maratona (dettagli) | Gotytom Gebreslase | 2h18'11"    | Judith Korir | 2h18'20"    | Lonah Chemtai Salpeter                                                                | 2h20'18"    |
| Marcia 20 km (dettagli) | Kimberly García | 1h26'58"    | Katarzyna Zdziebło | 1h27'31"    | Qieyang Shijie                                                                        | 1h27'56"    |
| Marcia 35 km (dettagli) | Kimberly García | 2h39'16"    | Katarzyna Zdziebło | 2h40'03"    | Qieyang Shijie                                                                        | 2h40'37"    |
| Salti | |             | |             |                                                                                       |             |
| Salto in alto (dettagli) | Eleanor Patterson | 2,02 m =    | Jaroslava Mahučich | 2,02 m      | Elena Vallortigara                                                                    | 2,00 m      |
| Salto con l'asta (dettagli) | Katie Nageotte | 4,85 m      | Sandi Morris | 4,85 m      | Nina Kennedy                                                                          | 4,80 m      |
| Salto in lungo (dettagli) | Malaika Mihambo | 7,12 m      | Ese Brume | 7,02 m      | Leticia Oro Melo                                                                      | 6,89 m      |
| Salto triplo (dettagli) | Yulimar Rojas | 15,47 m     | Shanieka Ricketts | 14,89 m     | Tori Franklin                                                                         | 14,72 m     |
| Lanci | |             | |             |                                                                                       |             |
| Getto del peso (dettagli) | Chase Ealey | 20,49 m     | Gong Lijiao | 20,39 m     | Jessica Schilder                                                                      | 19,77 m     |
| Lancio del disco (dettagli) | Feng Bin | 69,12 m     | Sandra Perković | 68,45 m     | Valarie Allman                                                                        | 68,30 m     |
| Lancio del martello (dettagli) | Brooke Andersen | 78,96 m     | Camryn Rogers | 75,52 m     | Janee' Kassanavoid                                                                    | 74,86 m     |
| Lancio del giavellotto (dettagli) | Kelsey-Lee Barber | 66,91 m     | Kara Winger | 64,05 m     | Haruka Kitaguchi                                                                      | 63,27 m     |
| Prove multiple | |             | |             |                                                                                       |             |
| Eptathlon (dettagli) | Nafissatou Thiam | 6947 p.     | Anouk Vetter | 6867 p.     | Anna Hall                                                                             | 6755 p.     |
| Staffette | |             | |             |                                                                                       |             |
| Staffetta 4×100 m (dettagli) | Stati Uniti Melissa Jefferson Abby Steiner Jenna Prandini Twanisha Terry Aleia Hobbs*                                        | 41"14       | Giamaica Kemba Nelson Elaine Thompson-Herah Shelly-Ann Fraser-Pryce Shericka Jackson Briana Williams* Natalliah Whyte* Remona Burchell* | 41"18       | Germania Tatjana Pinto Alexandra Burghardt Gina Lückenkemper Rebekka Haase            | 42"03       |
| Staffetta 4×400 m (dettagli) | Stati Uniti Talitha Diggs Abby Steiner Britton Wilson Sydney McLaughlin Allyson Felix* Kaylin Whitney* Jaide Stepter Baynes* | 3'17"79     | Giamaica Candice McLeod Janieve Russell Stephenie Ann McPherson Charokee Young Stacey Ann Williams* Junelle Bromfield* Tiffany James*   | 3'20"72     | Gran Bretagna Victoria Ohuruogu Nicole Yeargin Jessie Knight Laviai Nielsen Ama Pipi* | 3'22"64     |
| record mondiale; record mondiale stagionale; record africano; record asiatico; record europeo; record nord-centroamericano e caraibico; record sudamericano; record oceaniano; record dei campionati; record nazionale; record personale; record personale stagionale. | |             | |             |                                                                                       |             |

### Misti
| Specialità | Oro                                                                                    | Prestazione | Argento                                                                                  | Prestazione | Bronzo                                                                                 | Prestazione |
| Staffetta 4×400 m (dettagli) | Rep. Dominicana Lidio Andrés Feliz Marileidy Paulino Alexander Ogando Fiordaliza Cofil | 3'09"82     | Paesi Bassi Liemarvin Bonevacia Lieke Klaver Tony van Diepen Femke Bol Eveline Saalberg* | 3'09"90     | Stati Uniti Elija Godwin Allyson Felix Vernon Norwood Kennedy Simon Wadeline Jonathas* | 3'10"16     |
| record mondiale; record mondiale stagionale; record africano; record asiatico; record europeo; record nord-centroamericano e caraibico; record sudamericano; record oceaniano; record dei campionati; record nazionale; record personale; record personale stagionale. |                                                                                        |             |                                                                                          |             |                                                                                        |             |

## Medagliere per nazioni
| Posizione | Paese           | Oro | Argento | Bronzo | Totale |
| --------- | --------------- | --- | ------- | ------ | ------ |
| 1         | Stati Uniti     | 13  | 9       | 11     | 33     |
| 2         | Etiopia         | 4   | 4       | 2      | 10     |
| 3         | Giamaica        | 2   | 7       | 1      | 10     |
| 4         | Kenya           | 2   | 5       | 3      | 10     |
| 5         | Cina            | 2   | 1       | 3      | 6      |
| 6         | Australia       | 2   | 0       | 1      | 3      |
| 7         | Perù            | 2   | 0       | 0      | 2      |
| 8         | Polonia         | 1   | 3       | 0      | 4      |
| 9         | Canada          | 1   | 2       | 1      | 4      |
| 9         | Giappone        | 1   | 2       | 1      | 4      |
| 11        | Gran Bretagna   | 1   | 1       | 5      | 7      |
| 12        | Norvegia        | 1   | 1       | 1      | 3      |
| 13        | Grenada         | 1   | 1       | 0      | 2      |
| 13        | Nigeria         | 1   | 1       | 0      | 2      |
| 13        | Rep. Dominicana | 1   | 1       | 0      | 2      |
| 16        | Belgio          | 1   | 0       | 2      | 3      |
| 16        | Svezia          | 1   | 0       | 2      | 3      |
| 16        | Uganda          | 1   | 0       | 2      | 3      |
| 19        | Brasile         | 1   | 0       | 1      | 2      |
| 19        | Germania        | 1   | 0       | 1      | 2      |
| 19        | Italia          | 1   | 0       | 1      | 2      |
| 22        | Bahamas         | 1   | 0       | 0      | 1      |
| 22        | Francia         | 1   | 0       | 0      | 1      |
| 22        | Kazakistan      | 1   | 0       | 0      | 1      |
| 22        | Marocco         | 1   | 0       | 0      | 1      |
| 22        | Portogallo      | 1   | 0       | 0      | 1      |
| 22        | Qatar           | 1   | 0       | 0      | 1      |
| 22        | Slovenia        | 1   | 0       | 0      | 1      |
| 22        | Venezuela       | 1   | 0       | 0      | 1      |
| 30        | Paesi Bassi     | 0   | 3       | 1      | 4      |
| 31        | Lituania        | 0   | 1       | 1      | 2      |
| 31        | Ucraina         | 0   | 1       | 1      | 2      |
| 33        | Algeria         | 0   | 1       | 0      | 1      |
| 33        | Burkina Faso    | 0   | 1       | 0      | 1      |
| 33        | Corea del Sud   | 0   | 1       | 0      | 1      |
| 33        | Croazia         | 0   | 1       | 0      | 1      |
| 33        | Grecia          | 0   | 1       | 0      | 1      |
| 33        | India           | 0   | 1       | 0      | 1      |
| 39        | Spagna          | 0   | 0       | 2      | 2      |
| 40        | Barbados        | 0   | 0       | 1      | 1      |
| 40        | Filippine       | 0   | 0       | 1      | 1      |
| 40        | Israele         | 0   | 0       | 1      | 1      |
| 40        | Porto Rico      | 0   | 0       | 1      | 1      |
| 40        | Rep. Ceca       | 0   | 0       | 1      | 1      |
| 40        | Svizzera        | 0   | 0       | 1      | 1      |
| Totale    | Totale          | 49  | 49      | 49     | 147    |

## Classifica a squadre
Da questa edizione viene introdotto il trofeo a squadre in cui si premiano le prime tre nazioni con più punti. Ogni atleta tra i primi 8 classificati ottiene punti per la propria nazione, con il primo che ne guadagna otto fino ad arrivare all'ottavo che ne guadagna uno. La nazione con più punti si aggiudica il titolo di campione mondiale a squadre.
| Posizione | Paese             | Oro | Argento | Bronzo | 4º | 5º | 6º | 7º | 8º | Punti |
| --------- | ----------------- | --- | ------- | ------ | -- | -- | -- | -- | -- | ----- |
| 1         | Stati Uniti       | 13  | 9       | 11     | 5  | 6  | 12 | 1  | 8  | 328   |
| 2         | Giamaica          | 2   | 7       | 1      | 2  | 3  | 3  | 4  | 0  | 110   |
| 3         | Etiopia           | 4   | 4       | 2      | 3  | 2  | 2  | 1  | 3  | 106   |
| 4         | Kenya             | 2   | 5       | 3      | 3  | 2  | 2  | 2  | 2  | 104   |
| 5         | Gran Bretagna     | 1   | 1       | 5      | 1  | 3  | 1  | 1  | 1  | 68    |
| 6         | Canada            | 1   | 2       | 1      | 3  | 2  | 3  | 1  | 1  | 63    |
| 6         | Cina              | 2   | 1       | 3      | 1  | 2  | 2  | 1  | 1  | 63    |
| 8         | Polonia           | 1   | 3       | 0      | 3  | 1  | 0  | 0  | 1  | 49    |
| 9         | Australia         | 2   | 0       | 1      | 1  | 3  | 1  | 2  | 1  | 47    |
| 9         | Paesi Bassi       | 0   | 3       | 1      | 3  | 0  | 1  | 1  | 0  | 47    |
| 11        | Giappone          | 1   | 2       | 1      | 1  | 0  | 1  | 1  | 2  | 40    |
| 12        | Italia            | 1   | 0       | 1      | 3  | 1  | 0  | 2  | 2  | 39    |
| 13        | Brasile           | 1   | 0       | 1      | 1  | 1  | 1  | 3  | 2  | 34    |
| 14        | Francia           | 1   | 0       | 0      | 2  | 2  | 1  | 1  | 1  | 32    |
| 14        | Germania          | 1   | 0       | 1      | 1  | 2  | 1  | 1  | 0  | 32    |
| 14        | Svezia            | 1   | 0       | 2      | 1  | 1  | 1  | 0  | 0  | 32    |
| 17        | Spagna            | 0   | 0       | 2      | 1  | 2  | 1  | 1  | 1  | 31    |
| 18        | Belgio            | 1   | 0       | 2      | 0  | 1  | 1  | 0  | 0  | 27    |
| 19        | Norvegia          | 1   | 1       | 1      | 0  | 0  | 0  | 1  | 1  | 24    |
| 20        | Nigeria           | 1   | 1       | 0      | 1  | 0  | 1  | 0  | 0  | 23    |
| 21        | Rep. Dominicana   | 1   | 1       | 0      | 0  | 1  | 1  | 0  | 0  | 22    |
| 21        | Ucraina           | 0   | 1       | 1      | 1  | 0  | 0  | 1  | 2  | 22    |
| 23        | Uganda            | 1   | 0       | 2      | 0  | 0  | 0  | 0  | 1  | 21    |
| 24        | Grenada           | 1   | 1       | 0      | 0  | 1  | 0  | 0  | 0  | 19    |
| 25        | Svizzera          | 0   | 0       | 1      | 0  | 1  | 1  | 1  | 3  | 18    |
| 26        | Grecia            | 0   | 1       | 0      | 1  | 1  | 0  | 0  | 0  | 16    |
| 26        | Perù              | 2   | 0       | 0      | 0  | 0  | 0  | 0  | 0  | 16    |
| 26        | Portogallo        | 1   | 0       | 0      | 0  | 1  | 1  | 0  | 1  | 16    |
| 29        | Cuba              | 0   | 0       | 0      | 2  | 0  | 1  | 1  | 0  | 15    |
| 29        | Slovenia          | 1   | 0       | 0      | 1  | 0  | 0  | 1  | 0  | 15    |
| 31        | Kazakistan        | 1   | 0       | 0      | 0  | 0  | 0  | 2  | 1  | 13    |
| 31        | Lituania          | 0   | 1       | 1      | 0  | 0  | 0  | 0  | 0  | 13    |
| 33        | Sudafrica         | 0   | 0       | 0      | 0  | 2  | 1  | 0  | 1  | 12    |
| 34        | Algeria           | 0   | 1       | 0      | 0  | 1  | 0  | 0  | 0  | 11    |
| 34        | Croazia           | 0   | 1       | 0      | 0  | 0  | 1  | 0  | 1  | 11    |
| 34        | Eritrea           | 0   | 0       | 0      | 1  | 1  | 0  | 1  | 0  | 11    |
| 34        | India             | 0   | 1       | 0      | 0  | 0  | 0  | 2  | 0  | 11    |
| 34        | Porto Rico        | 0   | 0       | 1      | 1  | 0  | 0  | 0  | 0  | 11    |
| 39        | Bahamas           | 1   | 0       | 0      | 0  | 0  | 0  | 1  | 0  | 10    |
| 40        | Ecuador           | 0   | 0       | 0      | 1  | 1  | 0  | 0  | 0  | 9     |
| 40        | Finlandia         | 0   | 0       | 0      | 0  | 0  | 2  | 1  | 1  | 9     |
| 40        | Nuova Zelanda     | 0   | 0       | 0      | 1  | 0  | 0  | 2  | 0  | 9     |
| 43        | Marocco           | 1   | 0       | 0      | 0  | 0  | 0  | 0  | 0  | 8     |
| 43        | Qatar             | 1   | 0       | 0      | 0  | 0  | 0  | 0  | 0  | 8     |
| 43        | Rep. Ceca         | 0   | 0       | 1      | 0  | 0  | 0  | 0  | 2  | 8     |
| 43        | Venezuela         | 1   | 0       | 0      | 0  | 0  | 0  | 0  | 0  | 8     |
| 47        | Barbados          | 0   | 0       | 1      | 0  | 0  | 0  | 0  | 1  | 7     |
| 47        | Burkina Faso      | 0   | 1       | 0      | 0  | 0  | 0  | 0  | 0  | 7     |
| 47        | Corea del Sud     | 0   | 1       | 0      | 0  | 0  | 0  | 0  | 0  | 7     |
| 47        | Trinidad e Tobago | 0   | 0       | 0      | 0  | 1  | 1  | 0  | 0  | 7     |
| 51        | Botswana          | 0   | 0       | 0      | 0  | 0  | 2  | 0  | 0  | 6     |
| 51        | Filippine         | 0   | 0       | 1      | 0  | 0  | 0  | 0  | 0  | 6     |
| 51        | Israele           | 0   | 0       | 1      | 0  | 0  | 0  | 0  | 0  | 6     |
| 54        | Bahrein           | 0   | 0       | 0      | 1  | 0  | 0  | 0  | 0  | 5     |
| 54        | Estonia           | 0   | 0       | 0      | 0  | 0  | 0  | 2  | 1  | 5     |
| 54        | Guatemala         | 0   | 0       | 0      | 1  | 0  | 0  | 0  | 0  | 5     |
| 54        | Liberia           | 0   | 0       | 0      | 1  | 0  | 0  | 0  | 0  | 5     |
| 54        | Niger             | 0   | 0       | 0      | 1  | 0  | 0  | 0  | 0  | 5     |
| 54        | Romania           | 0   | 0       | 0      | 0  | 0  | 1  | 1  | 0  | 5     |
| 60        | Albania           | 0   | 0       | 0      | 0  | 1  | 0  | 0  | 0  | 4     |
| 60        | Dominica          | 0   | 0       | 0      | 0  | 1  | 0  | 0  | 0  | 4     |
| 60        | Ghana             | 0   | 0       | 0      | 0  | 1  | 0  | 0  | 0  | 4     |
| 60        | Pakistan          | 0   | 0       | 0      | 0  | 1  | 0  | 0  | 0  | 4     |
| 60        | Ungheria          | 0   | 0       | 0      | 0  | 1  | 0  | 0  | 0  | 4     |
| 60        | Uzbekistan        | 0   | 0       | 0      | 0  | 1  | 0  | 0  | 0  | 4     |
| 66        | Lettonia          | 0   | 0       | 0      | 0  | 0  | 1  | 0  | 0  | 3     |
| 67        | Costa d'Avorio    | 0   | 0       | 0      | 0  | 0  | 0  | 1  | 0  | 2     |
| 67        | Messico           | 0   | 0       | 0      | 0  | 0  | 0  | 1  | 0  | 2     |
| 67        | Moldavia          | 0   | 0       | 0      | 0  | 0  | 0  | 1  | 0  | 2     |
| 67        | Panama            | 0   | 0       | 0      | 0  | 0  | 0  | 1  | 0  | 2     |
| 67        | Serbia            | 0   | 0       | 0      | 0  | 0  | 0  | 1  | 0  | 2     |
| 67        | Tanzania          | 0   | 0       | 0      | 0  | 0  | 0  | 1  | 0  | 2     |
| 73        | Colombia          | 0   | 0       | 0      | 0  | 0  | 0  | 0  | 1  | 1     |
| 73        | Irlanda           | 0   | 0       | 0      | 0  | 0  | 0  | 0  | 1  | 1     |
| 73        | Samoa             | 0   | 0       | 0      | 0  | 0  | 0  | 0  | 1  | 1     |
| 73        | Turchia           | 0   | 0       | 0      | 0  | 0  | 0  | 0  | 1  | 1     |